# Nogra filicaulis
Nogra filicaulis är en ärtväxtart som först beskrevs av Wilhelm Sulpiz Kurz, och fick sitt nu gällande namn av Elmer Drew Merrill. Nogra filicaulis ingår i släktet Nogra och familjen ärtväxter. Inga underarter finns listade i Catalogue of Life.